# Bad Animals
Bad Animals – dziewiąty album studyjny zespołu Heart wydany w 1987 roku. Płyta osiągnęła podobny sukces komercyjny co poprzednia, a zespół nadal kontynuował rozpoczęty na Passionworks mainstreamowy styl. Osiągnął najwyższą pozycję zajmując drugie miejsce na Billboard 200 w USA w sierpniu 1987. 4 czerwca 1992 album został certyfikowany potrójną platyną przez RIAA. Na arenie międzynarodowej album dostał się do pierwszej piątki w Kanadzie, Finlandii, Norwegii, Szwecji i Szwajcarii.
Inauguracyjny singiel promujący wydawnictwo Alone był drugim utworem zespołu, który osiągnął 1. miejsce na liście przebojów Billboardu, jednocześnie stał się on największym i najpopularniejszym przebojem zespołu. W 1988 roku krążek otrzymał nominację do Nagrody Grammy w kategorii najlepszy występ rockowy duetu lub grupy.

## Lista utworów
1. „Who Will You Run To” - 4:06
2. „Alone” - 3:38
3. „There’s the Girl” - 3:50
4. „I Want You So Bad” - 4:21
5. „Wait for an Answer” - 4:31
6. „Bad Animals” - 4:54
7. „You Ain’t So Tough” - 4:05
8. „Strangers of the Heart” - 3:41
9. „Easy Target” - 3:58
10. „RSVP” - 3:39

Utwory 3, 6, 9, 10 zostały stworzone przez Ann Wilson i Nancy Wilson. Dodatkowo utwór 3 powstał we współpracy z Holly Knight. Przy 6 współpraca z Dennym Carmassim, Markiem Andesem, Howardem Leesem i Sterlingiem Crew’em. Z kolei 9 i 10 współtworzyła Sue Ennis

## Lista sprzedaży
| Notowanie (1987)                         | Pozycja |
| ---------------------------------------- | ------- |
| Australian Albums (Kent Music Report)    | 10      |
| European Albums (Music & Media)          | 15      |
| Finnish Albums (Suomen virallinen lista) | 4       |

### Notowania końcoworoczne
| Notowanie (1987)                   | Pozycja |
| ---------------------------------- | ------- |
| Canada Top Albums/CDs (RPM)        | 8       |
| Dutch Albums (MegaCharts)          | 56      |
| European Albums (Music & Media)    | 34      |
| German Albums (Offizielle Top 100) | 60      |
| Swiss Albums (Schweizer Hitparade) | 18      |
| US Billboard 200                   | 35      |

## Certyfikaty
| Państwo                  | Certyfikat | Sprzedaż fizyczna |
| ------------------------ | ---------- | ----------------- |
| Kanada (Music Canada)    | 4x platyna | 400 000           |
| Wielka Brytania (BPI)    | platyna    | 300 000           |
| Stany Zjednoczone (RIAA) | 3x platyna | 3 000 000         |

## Wykonawcy

### Heart
- Ann Wilson – wokal prowadzący, wokal wspomagający
- Nancy Wilson – gitary, keyboard, wokal prowadzący, wokal wspomagający
- Howard Leese – gitary, keyboard, wokal wspomagający
- Mark Andes – gitara basowa
- Denny Carmassi – bębny

### Technicy
- Ron Nevison – produkcja, inżynieria
- Toby Wright – asystent inżyniera
- Stan „Sly” Katayama – asystent inżyniera
- Julian Stoll – asystent inżyniera
- Mike Christopher – asystent inżyniera
- Jeffrey Poe – asystent inżyniera
- Don Barlow – technik gitarowy
- Paul Jamieson – technik perkusyjny
- Gary Grimm – bębny

### Muzycy gościnni
- Mike Moran – keyboard
- Tom Kelly – wokal wspomagający
- Holly Knight – player
- Duane Hitchings – player
- Efrain Toro – player
- Tom Salisbury – player

### Okładka
- Norman Moore – design
- Phillip Dixon – fotografia